# Gerrit Roosen

Gerrit Roosen 1705

Gerrit Roosen (* 8. März 1612 in Altona; † 20. November 1711 in Hamburg) war ein bedeutender Diakon und Prediger der Mennonitengemeinde zu Altona und Hamburger Kaufmann.

## Leben
Gerrit Roosen war Sohn des mennonitischen Diakons und Gerbereibesitzers Paul Roosen (1582–1649) und Hannchen Quinns (1591–1663). Sein Großvater war Cord Roosen, der als Stammvater der Familie Roosen angesehen wird. Dieser wurde 1495 in Kassenbrook im Herzogtum Jülich geboren, war von Beruf Pulvermacher und ebenfalls Mennonit. Gestorben ist er 1553 in Steinrade bei Lübeck. Die Familie wurde bis ins 19. Jahrhundert zu einer der einflussreichsten mennonitischen Kaufmannsfamilien Hamburgs. Zu seinen Nachkommen zählen unter anderem Rudolph Roosen, Salomon Roosen, Berend I Roosen und Berend III Roosen, die allesamt zu bekannten Reedern und Kaufleuten Hamburgs zählten und auch eine große Rolle in der Mennonitischen Gemeinde Altonas spielten.
1628 zog Gerrit Roosen in die Michaelisstraße in Hamburg und heiratete am 28. August 1640 Maria Amourn, Tochter des Kaufmanns Hans Amourn und Elisabeth Stockmann aus Hamburg, bei dem er von 1628 bis 1636 zur Lehre in dessen Krämereigeschäft gegangen war. Seine Frau Maria Amourn wurde am 25. September 1622 geboren und starb am 6. September 1695. Im Jahr 1641 zog er mit seiner Frau in die Böhmkenstraße in Hamburg in einen eigenen Hausstand.
Ab 1636 begann Gerrit Roosen ein Strumpfgeschäft, welches solche Ausdehnung hatte, dass die Hamburger Strumpfwirker von da an drei Rosen in ihrem Gildewappen führten.

## Werk
Nach dem Tod seines Vaters Paul, dem ältesten Diakon der Mennonitengemeinde, wurde 1649 Gerrit zu seinem Nachfolger gewählt. Dieses Amt hatte er bis 1659 inne und bewahrte zum einen die Spaltung der Gemeinde durch seine Weisheit und zugleich Milde als auch den Einfluss der Quäker. 1660 wurde Gerrit Roosen zum Prediger berufen. In den ersten drei Jahren im halben Dienst – am 8. April 1660 wurde er zum Lehrer berufen –, ab 6. Juli 1666 im vollen Dienst.
Als Prediger, der über 700 Predigten hielt, hatte Gerrit Roosen großen Einfluss auf das Wachstum und die Einheit der Mennonitischen Gemeinde. Durch seinen regen Schriftverkehr und seine Reisen in andere Gemeinden (so 1676 nach Preußen und Polen; 1660 1665, 1670, 1673 in die Niederlande) dehnte sich sein Einfluss sehr weit aus. Zeitlebens schuf er einige schriftliche Zeugnisse, die bis heute Bedeutung für die Mennoniten als auch für die Stadt Hamburg haben. Zwischen 1650 und 1699 pflegte Gerrit Roosen bis zu kurz vor seinem Tod ein neues Mitgliederbuch der Gemeinde sehr gewissenhaft. Aufgrund dieses Mitgliederbuchs lässt sich die Entwicklung der frühen Mennoniten in Hamburg und Altona nachvollziehen.
Aufgrund geschickter Kaufmannstätigkeiten und dem von ihm initiierten Zusammenschluss mennonitischer Reeder und gemeinsamer Abgaben an die Gemeinde konnte in der Nähe der Nikolaikirche und St. Michaelis Grund und Boden erworben und die erste mennonitische Kirche an der Großen Freiheit in Altona (im Schwedenbrand 1813 zerstört) gebaut werden. Des Weiteren stiftete er 1668 den ersten Turm der St. Michaeliskirche in Hamburg. Dies taten ihm noch zweimal Angehörige der Familie Roosen nach.
In seiner Trauerrede sagte Gerhard Karsdorp über ihn: „Wir können Ihn für den Begründer der guten Ordnung halten, welche in der Haushaltung der Gemeinde sich findet. Niemals waren Taufe und Abendmahl so regelmäßig und so erbaulich bedient worden wie durch ihn. (…) Er handelte bei sowohl bei Spaltungen innerhalb der Gemeinde, wie in seinem sehr ausgedehnten Briefwechsel mit fremden Gemeinden sehr maßvoll und empfahl den letzteren wenn Sie ihn um rat fragten die gelindesten Maßnahmen In wichtigen Sachen der Gemeinde verführ er nie voreilig sondern wog, wenn er diese der Gemeinde vorstellte, das Dafür und das Dawider aufs sorgfältigste ab.“
Er starb rüstig und im Vollbesitz seiner geistigen Fähigkeiten im hohen Alter von 99 Jahren an einer Blutvergiftung, die er sich beim Holzhacken zugezogen hatte.
Sein letzter Wahlspruch an die Gemeinde war: „Ein jeder jäte seinen Hof und ich den meinen, so wird das Unkraut bald nicht mehr erscheinen.“

## Familie
Gerrit Roosen hatte zehn Kinder: Paul Roosen (1642–1708); Elisabeth Roosen (1648–1731); Hans Roosen (1649–1706), Prediger und Diakon; Maria Roosen (1653–1745); Sara Roosen (1655–1723); Johanna Roosen (1658–1693); Esther Roosen (1661–1745), verheiratet mit Carl de Vlieger, einem der größten Hamburger Reeder. Drei Kinder starben im Kindbett.

## Schriften
- 1659 schriftlicher Bericht über einige besondere Punkte der Englischen, welche auch Quäker genannte werden
- 1680/81 Schilderung der Schicksale während des 30Jährigen Krieges
- 1683 Notizen des Geschlechterbuchs
- 1683 Geschichte der Kriegserlebnisse seiner Zeit
- 1692 Unschuld
- 1692 Schrift über zweckmäßigere Kachelöfen
- 1702 Unschuld und Gegenbericht der evangelischen Taufgesinnten Christen, so Mennoniten genannte werden
- 1702 Christliches Gemütsgespräch von dem geistlichen und seligmachenden Glauben
- 1710 Die Furcht Gottes